# Noël Coward

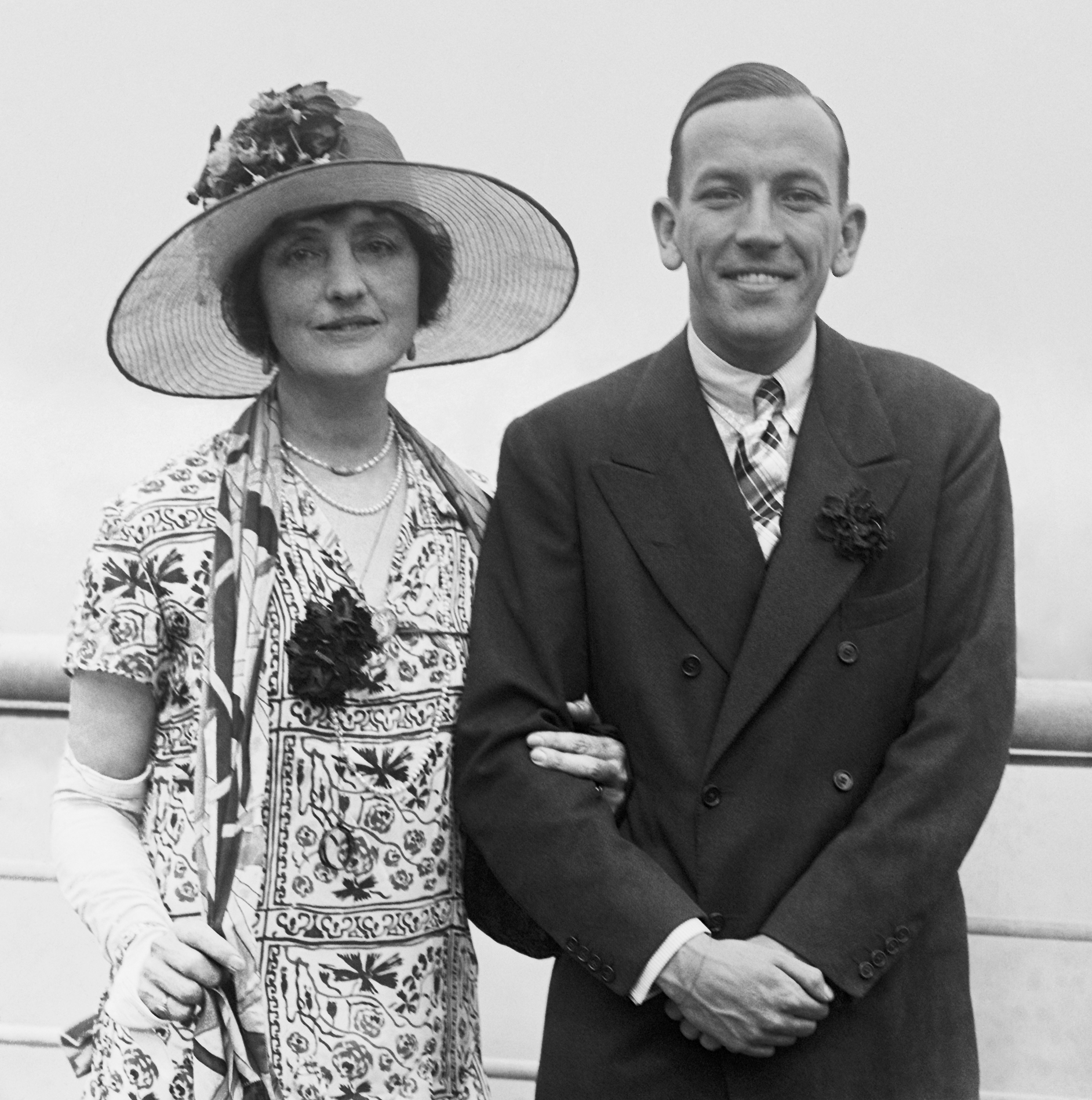
Lilian Braithwaite y Noël Coward.

Noël Peirce Coward (16 de diciembre de 1899-26 de marzo de 1973) fue un actor, dramaturgo y compositor inglés. Recibió un Óscar honorífico en la ceremonia de los Premios Óscar 1943 por su trabajo en la película In Which We Serve.

## Biografía

### Inicios

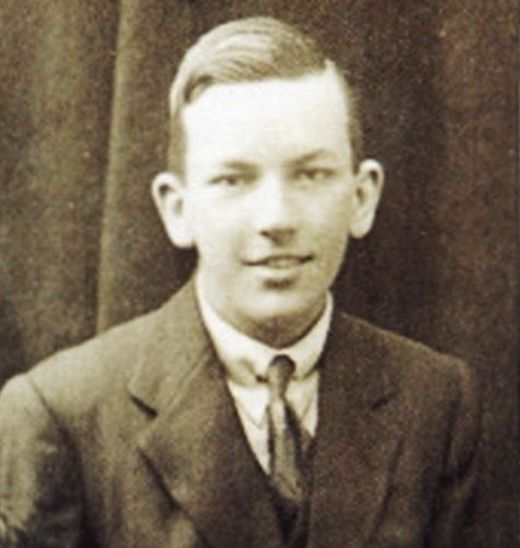
Noël Coward en su adolescencia.

Nació en Teddington, Middlesex, Inglaterra. Su padre era Arthur Sabin Coward (1856-1937), un empleado, y su madre Violet Agnes (1863-1954), hija de Henry Gordon Veitch, capitán en la Royal Navy. Fue el segundo de tres hermanos, el mayor de los cuales había fallecido en 1898 a los seis años de edad. Empezó a actuar en el teatro del West End londinense a temprana edad. Fue amigo de juventud de la actriz Hermione Gingold.
Estudiante en la escuela de teatro Italia Conti Academy, el primer compromiso profesional de Coward llegó el 27 de enero de 1911, en la obra infantil The Goldfish. Tras su actuación, hizo otros papeles infantiles para otros teatros profesionales. Fue seleccionado para trabajar en la producción de 1913 de Peter Pan.
A los catorce años se convirtió en amante de Philip Streatfeild, un pintor y bohemio que le presentó en la alta sociedad. Streatfeild falleció por una tuberculosis en 1915.
Trabajó en varias obras junto a Sir Charles Hawtrey, un actor y cómico victoriano, a quien idealizó y que fue su modelo hasta que cumplió los veinte años de edad. De Hawtrey aprendió Coward las técnicas de interpretación cómica y la composición de obras de teatro. Fue llamado a filas brevemente en el Ejército Británico durante la Primera Guerra Mundial pero fue licenciado por mala salud. En 1918 Coward actuó en la película de D. W. Griffith Hearts of the World, en un papel sin acreditar.

### Éxito
Participó en 1920, con 20 años de edad, en una de sus comedias, I'll Leave It To You. El año siguiente completó una sátira en un acto, The Better Half, sobre la relación de un hombre con dos mujeres, la cual estuvo poco tiempo en cartel en el Teatro Little de Londres. La obra se consideraba perdida hasta que en 2007 fue redescubierta en el archivo de la Lord Chamberlain's Office, la cual en esa época autorizaba las obras que se representaban en el Reino Unido, imponiendo cortes o censuras totales.
Tras disfrutar de un moderado éxito en 1923 con la obra The Young Idea, de estilo similar al de George Bernard Shaw, saltó la controversia acerca de otra obra suya, The Vortex (1924), en la cual había veladas referencias al abuso de drogas y a la homosexualidad, todo lo cual le valió la fama inmediata a ambos lados del Atlántico. Posteriormente tuvo tres grandes éxitos con Hay Fever (Fiebre de heno, conocida también como Fin de semana y La encantadora familia Bliss), Fallen Angels (ambas de 1925) y Easy Virtue (1926). 
Gran parte del mejor trabajo de Coward llegó a finales de la década de 1920 e inicio de la de 1930. Producciones inmensas (e inmensamente populares), tales como la larga opereta Bitter Sweet (1929) y Cavalcade (1931), un gran espectáculo que requería un reparto muy amplio, decorados inmensos y un escenario hidráulico excesivamente complejo, se alternaron con elegantes comedias tales como Private Lives (1930), en la cual el mismo Coward actuaba junto a su pareja más famosa en el escenario, Gertrude Lawrence. Otra de estas obras fue la comedia negra Design for Living (1932), escrita para Alfred Lunt y Lynn Fontanne y la opereta Conversation Piece, estrenada en 1934 con la genial francesa Yvonne Printemps y cuyo tema  "I'll follow my secret heart" fue grabado por la misma Printemps, Lily Pons, Maggie Teyte, Joan Sutherland y otros. Esta última, junto a Bitter Sweet posiblemente sus mejores partituras
Coward participó, de nuevo con Lawrence, en Tonight at 8:30 (1936), un ambicioso ciclo de diez obras cortas que fueron aleatoriamente "barajadas" para conformar un programa diferente de tres obras cada noche. Una de ellas, Still Life, fue expandida en la película de 1945 de David Lean Breve encuentro. Coward fue también un prolífico escritor de canciones populares, y un lucrativo contrato de grabación con HMV le permitió estrenar numerosos discos, varios de ellos reeditados en CD. Entre las grabaciones más populares de Coward se incluyen la romántica I'll See You Again y Dear Little Café; y la cómica Mad Dogs and Englishmen, The Stately Homes of England y (Don't Put Your Daughter on the Stage) Mrs Worthington

### Segunda Guerra Mundial
El inicio de la Segunda Guerra Mundial en 1939 vio a Coward con mayor trabajo que nunca. Acababa de abandonar París, y dedicó tiempo libre a actuar para las tropas. Además de estas actuaciones, también cooperó con el Servicio Secreto Británico (MI5). Por esta razón, le resultaba frustrante que se le criticara su estilo de vida glamoroso, mientras sus paisanos sufrían. Y Coward fue incapaz de defenderse a fin de no revelar su trabajo para el servicio secreto.
Si los nazis hubieran invadido el Reino Unido, Coward habría sido arrestado y asesinado, pues su nombre aparecía en el Libro Negro junto a los de otros personajes como, por ejemplo, el escritor H. G. Wells. Antes de que se conociera el trabajo de Coward para el Servicio Secreto, se asumía que los nazis le tenían en el Libro Negro por ser homosexual. Jorge VI, un amigo personal, solicitó al gobierno que recompensara a Coward con su nombramiento como Caballero por sus servicios en 1942. El nombramiento fue bloqueado por Winston Churchill, que desaprobaba el estilo de vida del escritor.
Coward escribió y estrenó algunas canciones extraordinariamente populares durante la guerra, las más famosas de las cuales fueron London Pride y Don't Let's Be Beastly To The Germans. A fin de colaborar más en el esfuerzo de guerra, rodó una película basada en la carrera de Louis Mountbatten, el drama naval Sangre, sudor y lágrimas, en el cual Coward fue guionista, actor, compositor y codirector (junto a David Lean). La película fue muy popular a ambos lados del Atlántico, y Coward fue recompensado con un Óscar honorífico en la ceremonia de entrega de los Premios Óscar 1943.
En la década de 1940, Coward escribió sus mejores obras. La social This Happy Breed y la intrincada y semiautobiográfica comedia dramática Present Laughter (ambas de 1939) se combinaron más adelante con la muy exitosa comedia negra Blithe Spirit (1941) para formar un triplete en el West End, protagonizado por Coward. Blithe Spirit consiguió éxitos de taquilla en el West End que no se batieron hasta la década de 1970, y fue trasladada al cine por David Lean.

### Trabajos posteriores

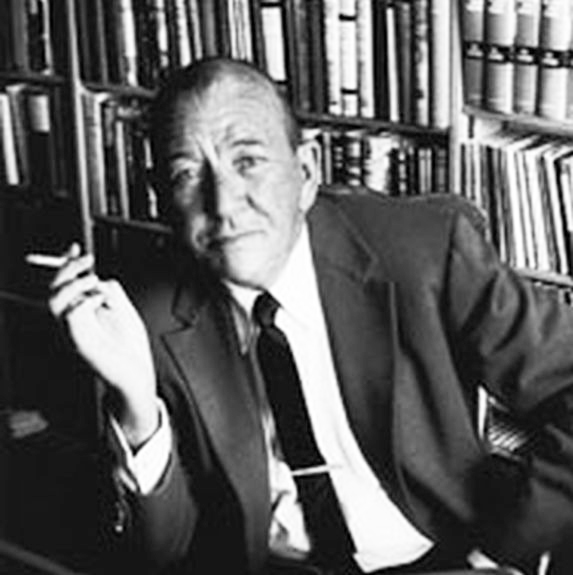
Coward en 1963.

La popularidad de Coward como dramaturgo declinó en la década de 1950, con obras tales como Quadrille, Relative Values, Nude with Violin y South Sea Bubble que no consiguieron el favor de la crítica y del público. A pesar de ello mantenía una destacada popularidad, y siguió escribiendo (y ocasionalmente interpretando) obras de moderado éxito en el West End así como musicales, y actuando en películas tales como Bunny Lake is Missing,  La vuelta al mundo en ochenta días, Our Man in Havana, Boom! y The Italian Job (Un trabajo en Italia). 
Tras participar en varios programas televisivos estadounidenses a finales de la década de 1950 junto a Mary Martin, Coward dejó el Reino Unido por motivos derivados del pago de impuestos. Primero se asentó en Bermudas, pero después se mudó a Jamaica, donde vivió el resto de su vida. Su obra Waiting in the Wings (1960) marcó un cambio en su trayectoria, consiguiendo el aplauso de la crítica, Los últimos años sesenta vieron la vuelta de su popularidad, con varias reposiciones de sus obras de los años veinte. 
El último trabajo teatral de Coward fue Suite in Three Keys (1966), una trilogía en la cual él interpretaba los papeles principales. La trilogía consiguió excelentes críticas y un buen respaldo del público británico. Coward quiso interpretar Suite in Three Keys en Broadway pero fue incapaz de viajar debido a una enfermedad. Solo dos de las obras se estrenaron en Nueva York, con el nuevo título de Noël Coward in Two Keys, e interpretadas por Hume Cronyn.

### Fallecimiento
Sufriendo una severa artritis y pérdidas de memoria, que afectaban a su trabajo en The Italian Job, Coward se retiró del teatro. Fue nombrado Sir en 1970, y falleció en Jamaica en marzo de 1973 a causa de un fallo cardiaco. Fue enterrado tres días más tarde en Firefly Hill, Jamaica, en la costa norte de la isla. 
Además de sus obras teatrales y de sus canciones, Coward escribió revistas cómicas, poesía, varios volúmenes de cuentos, la novela Pomp and Circumstance (1960) y tres volúmenes autobiográficos. También se han publicado libros con las letras de sus canciones, diarios y cartas. También fue pintor, y se encuentra publicado un volumen con reproducciones de algunos de sus trabajos.

### Vida privada
Coward era homosexual y nunca se casó, pero mantuvo una gran amistad con muchas mujeres. Entre ellas se incluye la escritora y actriz Esmé Wynne-Tyson, colaboradora suya; la diseñadora Gladys Calthrop; la secretaria y confidente Lorn Loraine; su musa, la dotada actriz musical Gertrude Lawrence; la actriz Joyce Carey; su compatriota y también actriz Judy Campbell; y, finalmente, la estrella cinematográfica Marlene Dietrich (en 1954 él la presentó al público londinense como estrella de cabaret en el local Cafe de Paris).  
Entre sus amistades figuran Laurence Olivier, Vivien Leigh, Gene Tierney, Judy Garland, Elaine Stritch, la princesa Margarita, condesa de Snowdon; y la Reina Madre Isabel. Fue también muy amigo de Ivor Novello y de Winston Churchill.
Coward disfrutó de una amistad de 19 años de duración con el príncipe Jorge, duque de Kent y de una relación sentimental de varias décadas de duración con el actor teatral y cinematográfico Graham Payn, que duró hasta la muerte de Coward. También tuvo un affaire con el compositor Ned Rorem. 
Fue presidente del The Actors' Orphanage, un orfanato mantenido por la industria teatral. En ese puesto conoció al director Peter Collinson, que estaba a cargo del cuidado del orfanato, y al cual apadrinó y ayudó a iniciarse en el negocio del espectáculo. Cuando Collinson se convirtió en un director de éxito, invitó a Coward a interpretar un papel en la película The Italian Job (Un trabajo en Italia); en la cual Graham Payn también tenía un pequeño papel.

## Obras
- The Last Chapter (Ida Collaborates) (1917), comedia en un acto, escrita junto a Esmé Wynne bajo su nombre literario de Esnomel, estrenada en 1917
- Woman and Whisky (1918), obra en un acto, escrita junto a Esmé Wynne, estreno en 1918.
- The Rat Trap (1918), obra en cuatro actos, estreno en 1926, repuesta en Londres en 2006.
- I'll Leave It To You (1919), comedia en tres actos, estreno en 1920.
- The Young Idea (1921), comedia de juventud en tres actos, estreno en 1922.
- The Sirocco (1921), obra en tres actos, revisada y estrenada en 1927.
- The Better Half (1921), comedia en un acto, estreno en 1922.
- The Queen Was in the Parlour (1922), obra en tres actos, estreno en 1926.
- Mild Oats (1922), obra en un acto, no estrenada.
- Weatherwise (1923), comedia en dos escenas, estreno en 1932.
- Fallen Angels (1923), comedia en tres actos, estreno en 1925.
- The Vortex (1923), obra en tres actos, estreno en 1924.
- Hay Fever (1924), comedia, estreno en 1925.
- Easy Virtue (1924), obra en tres actos, estreno en 1925.
- Semi-Monde originalmente Ritz Bar (1926), obra en tres actos, estreno en Glasgow Citizens 1988.
- This Was a Man (1926), comedia en tres actos, estreno en 1926.
- The Marquise (1926), comedia en tres actos, estreno en 1927.
- Home Chat (1927), obra en tres actos, estreno en 1927.
- Private Lives (1929), comedia en tres actos, estreno en 1930.
- Post-Mortem (1932), obra en ocho escenas, estreno en King's Head, Londres, 1992.
- Cavalcade (1930, 1931), obra en tres actos, estreno en 1931.
- Design for Living (1932), comedia en tres actos, estreno en 1933.
- Point Valaine (1934), obra en tres actos, estreno en 1934.
- Tonight at 8:30 (1935, 1936), estreno en 1935.
  - We Were Dancing, The Astonished Heart, Red Peppers.
  - Hands Across the Sea, Fumed Oak, Shadow Play.
  - Ways and Means, Still Life, Family Album.
  - Star Chamber (una única representación, 1936).
- Present Laughter (1939), obra en tres actos, estreno en 1942.
- This Happy Breed (1939), obra en tres actos, estreno en 1942.
- Blithe Spirit (1941), obra en tres actos, estreno en 1941, (plagio de la obra de Jardiel Poncela, Un marido de ida y vuelta (1939).
- Peace In Our Time (1946), obra en dos actos, estreno en 1947.
- Long Island Sound (1947), comedia adaptada de su cuento What Mad Pursuit?, estreno en 1989.
- South Sea Bubble, Island Fling en USA, (1949), comedia en tres actos, estreno en 1951.
- Relative Values (1951), comedia en tres actos, estreno en 1951.
- Quadrille (1951-2), comedia romántica en tres actos, estreno en 1952.
- Nude with Violin (1954), comedia en tras actos, estreno en 1956.
- Look After Lulu! (1958), farsa en tres actos, estreno en 1959.
- Volcano (1957), obra de dos actos.
- Waiting in the Wings (1959-60), obra en tres actos, estreno en 1960.
- Suite in Three Keys: A Song at Twilight; Shadows of the Evening; Come into the Garden, Maud (1965), una trilogía, estreno en 1966.
- Star Quality (1967), última obra de Coward, comedia en tres actos, estreno en Bath, 1985.

## Revistas, musicales, operetas y canciones
| - London Calling! (1922, 1923), revista en colaboración con Ronald Jeans - On With the Dance (1924, 1925), revista - This Year of Grace (1927, 1928), revista, originalmente Charles B. Cochran's 1928 Revue - Bitter Sweet (1928, 1929), opereta - Words and Music (1932), revue - Conversation Piece (1933), comedia con música - Operette (1937), obra de teatro musical - Set to Music (1939), revista (producción reescrita para Broadway de Words and Music) | - Sigh No More (1945), revista - Pacific 1860 (1946), musical - Ace of Clubs (1949), obra de teatro musical - After the Ball (1953), musical basado en Lady Windermere's Fan - Sail Away (1959–61), comedia musical - The Girl Who Came to Supper (1963), comedia musical basada en The Sleeping Prince - Oh, Coward! (1972) revista - Cowardy Custard (1972) revista |

### Canciones
Coward escribió más de trescientas canciones. El sitio web de la Noël Coward Society, con base en las estadísticas de rendimiento de los editores y el Performing Rights Society, nombró a «Mad About the Boy» (de Words and Music) como la canción más popular de Coward, seguida en orden, por:
| - «I'll See You Again» (Bitter Sweet) - «Mad Dogs and Englishmen» (Words and Music) - «If Love Were All» (Bitter Sweet) - «Someday I'll Find You» (Private Lives) - «I'll Follow My Secret Heart» (Conversation Piece) | - «London Pride» (1941) - «A Room With a View» (This Year of Grace) - Mrs Worthington (1934) - «Poor Little Rich Girl» (On With the Dance) - «The Stately Homes of England» (Operette) |

En el segundo nivel de los favoritos de la Noël Coward Society, están las siguientes:
| - «The Party's Over Now» (Words and Music) - «Dearest Love» (Operette) - «Dear Little Café» (Bitter Sweet) - «Parisian Pierrot» (London Calling!) - «Men About Town» (Tonight at 8:30) - «Twentieth Century Blues» (Cavalcade) - «Uncle Harry» (Pacific 1860) - «Don't Let's Be Beastly to the Germans» (1943) - «There Are Bad Times Just Around the Corner» (Globe Review) | - «Dance, Little Lady» (This Year of Grace) - «Has Anybody Seen Our Ship?» (Tonight at 8:30) - «I Went to a Marvellous Party» (Set to Music) - «Nina» (Sigh No More) - «A Bar on the Piccola Marina» (1954) - «Why Must the Show Go On?» (Together With Music) - «Sail Away» (Ace of Clubs and Sail Away) - «Zigeuner» (Bitter Sweet) |

Como compositor, Coward estaba profundamente influenciado por Gilbert y Sullivan, a pesar de que compartía cierta aversión por sus obras, común en su generación. Solía recordar: «Yo nací en una generación que todavía tomaba en serio la música ligera. Las letras y melodías de Gilbert y Sullivan se introdujeron en mi conciencia a una edad temprana. Mi padre las cantaba, mi madre las tocaba [...] mi tías y tíos, que eran legión, las cantaban por separado y al unísono a la menor provocación». Su colega Terence Rattigan escribió que, como letrista, Coward era «lo mejor en su tipo desde W. S. Gilbert».

## Filmografía
Las obras de Coward adaptadas para el cine incluyen:
| - Easy Virtue (1928; se filmó una nueva adaptación en 2008) - Private Lives, Metro-Goldwyn-Mayer (1931) - Bitter Sweet, British & Dominion (1933) - Design for Living, Paramount (1933) - Cavalcade, Twentieth Century-Fox (1933) - Tonight Is Ours (basada en la obra The Queen Was in the Parlour), Paramount (1933) - Bitter Sweet, Metro-Goldwyn-Mayer (1940) - We Were Dancing (basada en Tonight at 8:30), Metro-Goldwyn-Mayer (1942) | - This Happy Breed, Universal (1944) - Brief Encounter (basada en Still Life), Cineguild (1945) - The Astonished Heart, Universal (1950) - Tonight at Eight-Thirty (basada en Ways and Means, Red Peppers y Fumed Oak), British Film Makers (1953) - A Matter of Innocence (basada en el cuento «Pretty Polly Barlow»), Universal (1968) - Relative Values (2000) |

Películas en las que participó como actor, guionista, director o productor son las siguientes:
| - Hearts of the World (1918, sin crédito) - Across the Continent (1922, sin crédito) - The Scoundrel (1935) - Sangre, sudor y lágrimas (1942, director y guionista) - This Happy Breed (1944, como productor) - Blithe Spirit (1945, como guionista) - Brief Encounter (1945, guionista) - The Astonished Heart (1949) - Around the World in Eighty Days (1956) | - Our Man in Havana (1959) - Surprise Package (1960) - Paris, When It Sizzles (1964) - Present Laughter (1964, TV) - The Vortex (1964, TV) - El rapto de Bunny Lake (1965) - Androcles and the Lion (1967, TV) - Boom! (1968) - The Italian Job (1969) |

## Premios y distinciones
Premios Óscar
| Año  | Categoría            | Película                 | Resultado |
| ---- | -------------------- | ------------------------ | --------- |
| 1944 | Mejor guion original | Sangre, sudor y lágrimas | Nominado  |

### Por Noël Coward
- Coward, Noël. Future Indefinite. Second volume of autobiography, WWII. Heinemann 1954.
- Coward, Noël. Past Conditional. Third volume (unfinished) of autobiography. Heinemann 1986.
- Coward, Noël. Middle East Diary. A diary of a wartime tour to entertain the troops "from Gib to Baghdad". Heinemann 1944
- Coward, Noël. Present Indicative. Autobiography to 1931. Heinemann 1937. Facsimile reissue 1974 ISBN 0-434-14723-0
- Coward, Noël, introduction by Sheridan Morley. Noël Coward Autobiography (a single volume combining Present Indicative and Future Indefinite). Methuen 1986 ISBN 0-413-60660-0.

### Sobre Noël Coward
- Cole Leslie. The Life of Noël Coward. Cape 1976. ISBN 0-224-01288-6.
- Barry Day. edited and annotated Noël Coward: The Complete Lyrics. Methuen 1998. ISBN 0-413-73230-4.
- Clive Fisher. Noël Coward. Weidenfeld 1992. ISBN 0-297-81180-0.
- Graham Payn and Sheridan Morley. edited The Noël Coward Diaries (1941-1969). Methuen 1982. ISBN 0-297-78142-1.
- Hoare, Philip. Noël Coward, A Biography. Sinclair-Stevenson 1995. ISBN 1-85619-265-2.
- Raymond Mander and Joe Mitchenson. Theatrical Companion to Coward. updated by Barry Day and Sheridan Morley. Oberon 2000. ISBN 1-84002-054-7.
- Martin Tickner preface to Noël Coward: The Complete Stories. Methuen Paperback Original 1985. ISBN 0-413-59970-1.
- Sheridan Morley. A Talent to Amuse. Heinemann 1969 ISBN 0-434-47895-4.
- Payn, Graham and Martin Tickner. Noël Coward: Collected Verse. Methuen 1984, corrected edition 1987. ISBN 0-413-55150-4.